# A Journal for Jordan
A Journal for Jordan ist ein Filmdrama von Denzel Washington, das am 25. Dezember 2021 in die US-Kinos kam. Der Film basiert auf dem Roman A Journal for Jordan: A Story of Love and Honor von Dana Canedy, die hierin das Tagebuch ihres Verlobten verarbeitete, ein US-amerikanischer Offizier, der im Oktober 2006 im Irak ums Leben kam.

## Literarische Vorlage und Biografisches

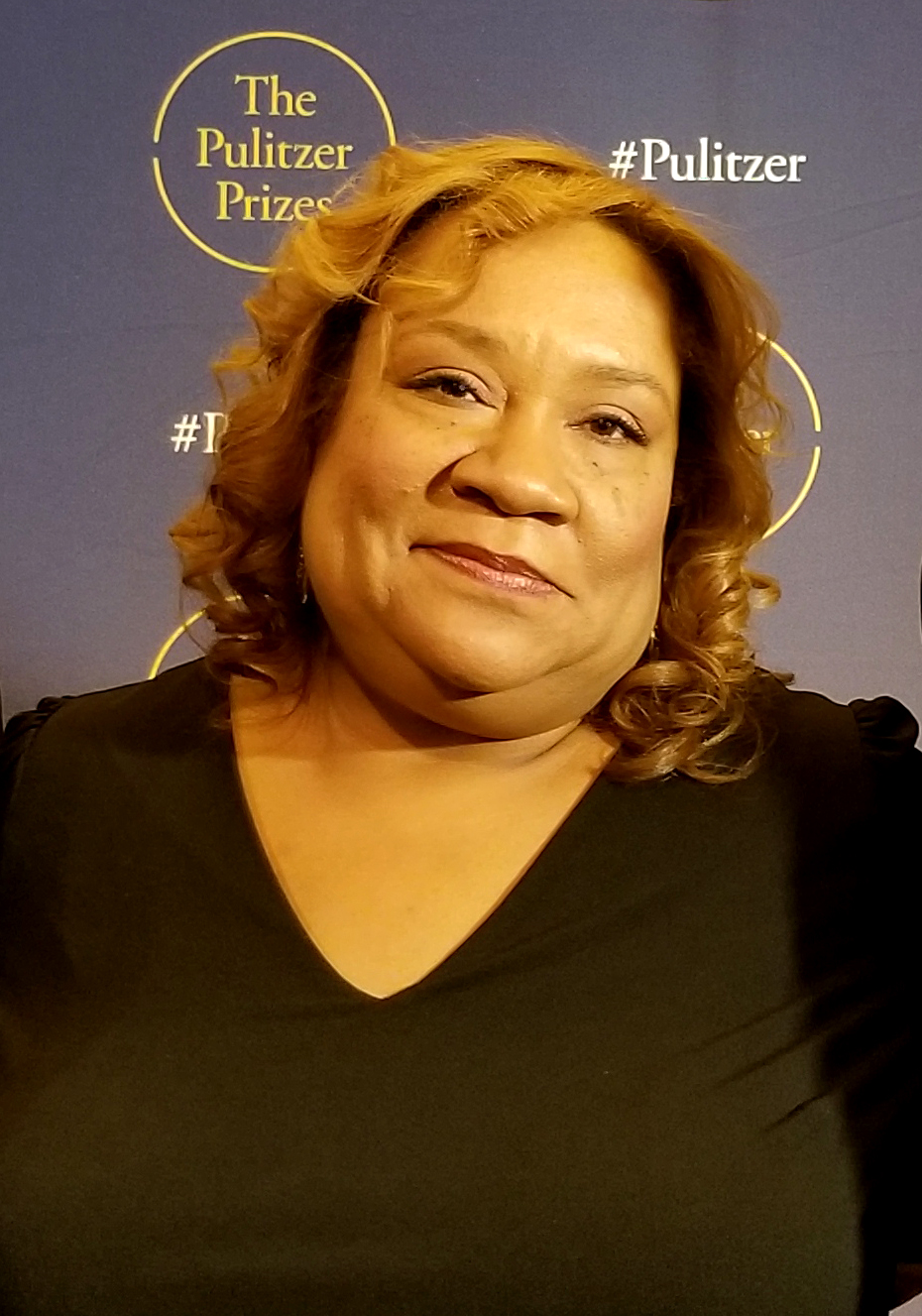
Dana Canedy (2018)

Der Film basiert auf dem Roman A Journal for Jordan: A Story of Love and Honor von Dana Canedy. Anfang Januar 2007 war bereits eine Geschichte von ihr mit dem Titel From Father to Son, Last Words to Live By in der New York Times erschienen, in der sie erzählt, wie ihr Verlobter, First Sergeant Charles Monroe King ihren Schwangerschaftsbauch küsste, aber nur wenige Monate später in Bagdad getötet wurde.
In den Memoiren schildert Canedy auf 300 Seiten, wie er 2005 damit begonnen hatte, ein Tagebuch für das Kind zu schreiben, das sie erwarteten, für den Fall, dass er nicht aus dem Krieg nach Hause kommen würde. Er war dem Ersten Bataillon der Armee des 67. Panzerregiments der Vierten Infanteriedivision zugeteilt worden. King wurde am 14. Oktober 2006 auf einer abgelegenen Straße in der Nähe von Bagdad getötet. Zu diesem Zeitpunkt war Sohn Jordan sieben Monate alt. Er hatte die Geburt verpasst, weil er sich weigerte, den Irak zu verlassen. In seinem Tagebuch hielt Charles Lebenslektionen für Jordan parat, aber auch Empfehlungen, wie er sich bei einem Date verhalten solle. King hatte das Tagebuch seiner Verlobten im Juli 2006 zukommen lassen, nachdem einer seiner Soldaten getötet worden war und er dessen Leichnam aus einem Panzer geborgen hatte.

## Produktion
Regie führte Denzel Washington, während Virgil Williams und John Burnham Schwartz Canedys Artikel und Roman für den Film adaptierten.
Chanté Adams übernahm die Rolle von Dana Canedy, Michael B. Jordan spielt ihren Verlobten und Vater ihres Kindes Charles Monroe King. In weiteren Rollen sind Robert Wisdom, Vanessa Aspillaga und Tamara Tunie zu sehen.
Die deutsche Synchronisation entstand nach einem Dialogbuch von Rebecca Völz und der Dialogregie von Katharina Gräfe im Auftrag der VSI Synchron GmbH in Berlin. Nico Sablik leiht in der deutschen Fassung Jordan in der Rolle von Charles King seine Stimme.
Die Filmmusik komponierte Marcelo Zarvos. Das Soundtrack-Album mit insgesamt 19 Musikstücken wurde am 17. Dezember 2021 von Sony Classical als Download veröffentlicht.
Der Film kam am 25. Dezember 2021 in ausgewählte US-Kinos. Die Weltpremiere fand am 9. Dezember 2021 im AMC Lincoln Square Theater in New York statt.